# Fuero de Santillana del Mar (1045)
El primer fuero de Santillana del Mar (Cantabria, España) fue concedido por los reyes Fernando I de León y Sancha de León en 1045. El documento daba las tierras de Planes (lugar que ocupa la villa) al entonces abad del monasterio de Santa Juliana Juan, así como los terrenos del monasterio en el reino de Asturias y el condado de Castilla, impidiendo que éstas pudieran caer en manos de señores y dando en vasallaje a la gente que moraba en ellas. Además, se exime a los monjes y a sus herederos de montazgo y cualquier servicio. Les da también inmunidad jurisdiccional; en concreto de entrada de merinos, jueces y sayones externos. También les exime de castellaria, homicidio, fonsado, anubda (vigilancia en la frontera), nuncio, rapsura y mañería.